# Карлос Фонсека
Карлос Мануел Коста Фернандес Фонсека (на португалски език - Carlos Manuel Costa Fernandes Fonseca, роден на 23 август 1987 г.) е португалски футболист, полузащитник. Играе за Славия (София).
През сезон 2013/14 Фонсека е част от Черноморец (Бургас). Дебютира за акулите на 2 август 2013 г. срещу Нефтохимик (Бургас).

## Статистика по сезони[3]
| Сезон   | Отбор           | Първенство                | Мачове | Голове |
| ------- | --------------- | ------------------------- | ------ | ------ |
| 2010/11 | Фейренсе        | Португалска втора дивизия | 27     | 1      |
| 2011/12 | Фейренсе        | Лига Сагреш               | 22     | 3      |
| 2012/13 | Фейренсе        | Португалска втора дивизия | 36     | 3      |
| 2013/14 | Черноморец (Бс) | А група                   | 24     | 5      |